# 摩天轮文化传媒
摩天轮文化传媒，全称北京摩天轮文化传媒有限公司，中国大陆一家民营影视公司，主营业务为影视剧拍摄及投资。为北京旅游（北京京西风光旅游开发股份有限公司 ）下属的全资子公司。

## 沿革
- 2010年7月，北京光景瑞星文化传媒有限公司成立。
- 2013年12月，北京旅游收购北京光景瑞星文化传媒有限责任公司100%股权。
- 2014年1月，更名为北京摩天轮文化传媒有限公司。[1]

## 投资影视剧
- 电影：《同桌的妳》、《心花路放》、《桂宝之爆笑闯宇宙》、《少年班》、《恋爱中的城市》、《第七子：降魔之战》、《解救吾先生》、《年兽大作战》、《刺猬小子之天生我刺》、《极限挑战之皇家宝藏》、《我不是潘金莲》、《我的新野蛮女友》、《南极绝恋》、《英雄本色2018》、《有完没完》、《球状闪电》、《小资女之恋》、《十年女友》、《杀手旅行指南》
- 电视剧：《爱情限购令》[2]

## 合作公司
- 北京摩登视界影视传媒有限公司（持股55%）
- 北京功做事影视文化有限公司（持股51%）
- 北京聚合影联文化传媒有限公司（持股20%）
- 上海爱美影视文化传媒有限公司（项目合作）
- 工夫影业股份有限公司（框架合作）[3]